# 中本誠司
中本 誠司（なかもと せいし、1939年11月10日 - 2000年4月3日）は、日本の芸術家、現代美術家。
1939年11月に鹿児島県屋久島で生まれた。1972年から海外放浪の旅に出た。1976年6月モニュメント（作品）として仙台市青葉区に「我々の家　中本誠司個人美術館」を完成させた。2000年4月3日逝去。